# Kołatkowate
Kołatkowate (Anobiidae) – rodzina owadów z rzędu chrząszczy.
Przedstawiciele rodziny to małe kilkumilimetrowe owady o wytwornym wyglądzie, wśród których często występuje dymorfizm płciowy. Łatwiej jest je usłyszeć niż zobaczyć. Ich nazwa wzięła się od nocnych pieśni miłosnych wykonywanych przez samce sygnalizujących swoją obecność samicom. Ich środowiskiem życia jest stare drewno, w którym drążą chodniki we wszystkich kierunkach. Niekiedy mogą wyrządzać znaczne szkody gospodarcze niszcząc drewno np. w meblach. Inne mogą powodować znaczne szkody w przechowalniach żywności jak np. żywiak chlebowiec. Niektóre żyją w hubach drzewnych. Larwy przypominają pędraki z rodziny poświętnikowatych, też są miękkie, krępe i zgięte.